# .ma
.ma е интернет домейн от първо ниво за Мароко. Представен е през 1993. Поддържа се от Maroc Telecom и се администрира от Националната агенция за регламентиране на телекомуникациите.